# Палау на олимпийските игри
Палау дебютира на Олимпийски игри през 2000 г. в Сидни. Оттогава насетне участва във всички летни Олимпиади. Островната държава никога не е участвала на Зимни олимпийски игри. Олимпийският комитет на Вануату е признат от Международния олимпийски комитет през 1999 г.

## Резултати по игри
| Година      | Спортове | Участници | Медали | Медали | Медали | Медали |
| ----------- | -------- | --------- | ------ | ------ | ------ | ------ |
| Година      | Спортове | Участници | Злато  | Сребро | Бронз  | Общо   |
| Сидни 2000  | 3        | 5         | 0      | 0      | 0      | 0      |
| Атина 2004  | 3        | 4         | 0      | 0      | 0      | 0      |
| Пекин 2008  | 3        | 5         | 0      | 0      | 0      | 0      |
| Лондон 2012 | 4        | 5         | 0      | 0      | 0      | 0      |
| Общо        | Общо     | Общо      | 0      | 0      | 0      | 0      |